# چالدران، وان
چالدران، وان (به ترکی استانبولی: Çaldıran (District)) شهری است در کشور ترکیه که در استان وان واقع شده‌است. جمعیت این شهر بر اساس سرشماری سال ۲۰۰۸ میلادی ۱۵٬۳۱۱ نفر و بر اساس برآوردهای سال ۲۰۰۹ میلادی ۱۴٬۴۵۰ نفر می‌باشد.